# Maures et Chrétiens d'Alcoy
La fête des Maures et Chrétiens d'Alcoy (en valencien: Moros i Cristians d'Alcoy, en espagnol: Moros y Cristianos de Alcoy) est une fête populaire qui se déroule dans la ville d’Alcoy de la Province d'Alicante, dans la Communauté valencienne, en Espagne. Elle comprend notamment la représentation de la lutte entre deux parties, les musulmans et les chrétiens.
La fête de Maures et Chrétiens d'Alcoy est à l'origine des fêtes de Maures et Chrétiens qui ont lieu dans la Communauté valencienne et dans le reste de l'Espagne. Celle d'Alcoy reste la plus connue. Ces fêtes et célébrations sont déclarées d'intérêt touristique international en 1980 et se célèbrent du 21 avril au 24 avril.

## Histoire
La fête des Maures et Chrétiens d'Alcoy tire son origine dans la bataille d’Alcoy, survenue en 1276 aux portes de la ville. La tradition suppose que cette bataille a opposé les habitants d’Alcoy aux troupes du dirigeant musulman Al-Azraq. La légende dit que, dans le moment clé de la bataille, la figure de Saint George est apparue à cheval sur les murs de la ville et qu'elle a décidé de l’issue de la bataille.

## Musée
Le Museu Alcoià de la Festa (MAF) (fr: Musée des Maures et chrétiens d'Alcoy), d'Alcoy, est un musée entièrement consacré aux fêtes de Maures et Chrétiens d'Alcoy où le visiteur peut découvrir tous les détails, aspects et sentiments qui entourent cette fête.